# کلمه (وبگاه)
کلمه وب‌گاه حامی جنبش سبز و وابسته به میرحسین موسوی است که پیش از انتخابات ریاست جمهوری ایران (۱۳۸۸) در حمایت از نامزدی موسوی فعال شد. این وب‌گاه اخبار و بیانیه‌های مربوط به میرحسین موسوی را گزارش می‌داد، هم‌چنین پس از حبس خانگی میرحسین موسوی، مهدی کروبی و همسرانشان وب‌گاه کلمه به عنوان وب‌گاه منبع از وضعیت میرحسین موسوی بود.